# Kabinett Hertling
Das Kabinett Hertling amtierte unter Kaiser Wilhelm II. vom 1. November 1917 bis zum 3. Oktober 1918. Es war das erste Kabinett des Kaiserreiches, das nach Beratung der Mehrheitsparteien im Reichstag zustande kam. Die Sozialdemokraten traten nicht in das Kabinett ein, weil sie die ohnehin schwierige Regierungsbildung nicht erschweren wollten. Sie unterstützten das Kabinett aber im Parlament.

## Reichstagsmehrheit
Georg von Hertling war der erste Kanzler der in seiner Regierungszeit von den Mehrheitsfraktionen im Reichstag, also der SPD, des Zentrums, der FVP und der NLP, unterstützt wurde. Er gehörte zum rechten Flügel des katholischen Zentrums und war gegen eine Parlamentarisierung des Reiches. Der linke Flügel des Zentrums um Matthias Erzberger war gegenteiliger Meinung, während die breite Mitte des Zentrums Rücksicht auf den rechten Flügel nehmen wollte, aber auch die Wünsche unter katholischen Arbeitern nach Demokratisierung sah. Die Mitte wollte der Parlamentarisierung keine Steine in den Weg legen und ergriff selbst keine Initiative, um eine Spaltung des Zentrums zu verhindern.
Hertlings Kanzlerschaft wurde möglich, weil das Zentrum und die Linksliberalen Rücksicht auf die zurückhaltenden Kräfte nahmen. Diese konnten sich an eine Regierungsweise gewöhnen, bei der das parlamentarische Prinzip stärker als vorher zum Tragen kam. In der Regierung wurden erstmals Vertreter des Zentrums, der FVP und der NLP aufgenommen. Die Sozialdemokraten traten nicht in das Kabinett ein, weil sie die ohnehin schwierige Regierungsbildung nicht erschweren wollten. Sie unterstützten das Kabinett aber im Parlament.

## Zusammensetzung
| Kabinett Hertling 1. November 1917 bis 3. Oktober 1918 | Kabinett Hertling 1. November 1917 bis 3. Oktober 1918 | Kabinett Hertling 1. November 1917 bis 3. Oktober 1918 | Kabinett Hertling 1. November 1917 bis 3. Oktober 1918 | Kabinett Hertling 1. November 1917 bis 3. Oktober 1918 |
| ------------------------------------------------------ | ------------------------------------------------------ | ------------------------------------------------------ | ------------------------------------------------------ | ------------------------------------------------------ |
| Reichskanzler                                          |                                                        | Georg von Hertling                                     |                                                        | Zentrum                                                |
| Vizekanzler                                            |                                                        | Karl Helfferich bis 9. November 1917                   |                                                        | parteiloser Konservativer                              |
| Vizekanzler                                            |                                                        | Friedrich von Payer                                    |                                                        | FVP                                                    |
| Auswärtiges Amt                                        |                                                        | Richard von Kühlmann bis 9. Juli 1918                  |                                                        | parteilos                                              |
| Auswärtiges Amt                                        |                                                        | Paul von Hintze                                        |                                                        | parteilos                                              |
| Inneres                                                |                                                        | Max Wallraf                                            |                                                        | parteiloser Konservativer                              |
| Justiz                                                 |                                                        | Paul von Krause                                        |                                                        | parteiloser Nationalliberaler                          |
| Marine                                                 |                                                        | Eduard von Capelle                                     |                                                        | parteilos                                              |
| Wirtschaft                                             |                                                        | Rudolf Schwander bis 20. November 1917                 |                                                        | parteilos                                              |
| Wirtschaft                                             |                                                        | Hans Karl von Stein zu Nord- und Ostheim               |                                                        | parteilos                                              |
| Ernährung                                              |                                                        | Wilhelm von Waldow                                     |                                                        | parteiloser Konservativer                              |
| Post                                                   |                                                        | Otto Rüdlin                                            |                                                        | parteilos                                              |
| Schatz                                                 |                                                        | Siegfried von Roedern                                  |                                                        | parteilos                                              |
| Kolonien                                               |                                                        | Wilhelm Solf                                           |                                                        | parteiloser Liberaler                                  |

## Quelle
- Regenten und Regierungen der Welt, Band 2,3. Neueste Zeit: 1492–1917, bearb. von Bertold Spuler; 2. Aufl., Würzburg, Ploetz, 1962.